# 青洲山炮台
青洲山炮台是位於澳門青洲山之古老炮台，建於1865年(清同治四年)，由澳门总督阿穆恩主持修建，與望廈炮台遙遙相望，至今只餘遺跡。

## 外部連結
- 澳門百科全書：青洲山炮台